# Равицький Роман Ігорович
Рома́н І́горович Рави́цький (* 6 липня 1971) — український актор.

## Біографія
Роман Ігорович Равицький народився 6 липня 1971 року. Син режисера Ігоря Равицького (від першого шлюбу), онук режисера Миколи Равицького. До 1988 жив у м. Суми, де закінчив російську школу №4. 
1992 року Роман закінчив Київський державний інститут театрального мистецтва імені Івана Карпенка-Карого (курс Михайла Рєзніковича). Того ж року Равицького зарахували до трупи Молодого театру.
Як зазначено на сайті Молодого театру, Роман Равицький «має неабияке комедійне обдарування, сценічну привабливість, акторську безпосередність, пластичність, щирість, музично обдарований.
За своїми акторськими можливостями та фактурою — артист на амплуа простака».
Працює також у рекламній царині.

## Ролі
- Халява («Вій» за творами Миколи Гоголя).
- Людожер, Страшило, Агент («Чарівник Смарагдового міста»).
- Король (за мотивами народних казок «Як залізний вовк зиму врятував»).
- Степан («Одруження» Миколи Гоголя).
- Стецько («Сватання на Гончарівці» Григорія Квітки-Основ'яненка).
- Ройтман («Московіада» Юрія Андруховича).

## Сімейний стан
Одружений з акторкою Альоною Равицькою. Виховує доньку Валерію.